# 花のバスケットを持つ裸の少女
『花のバスケットを持つ裸の少女』（はなのバスケットをもつはだかのしょうじょ、Fillette nue au panier de fleurs）は、パブロ・ピカソによる1905年の絵画で、「薔薇色の時代」と呼ばれる時期に描かれた。花を販売するだけではなく、おそらく10代で児童売春をしていた若い少女を題材としている。少女は裸で描かれており、黒い髪にピンク色のリボンを付け、ネックレスをしている。また、赤い花が入ったバスケットを抱えている。
2018年5月8日、ロックフェラー・コレクションの他の作品と共にクリスティーズで競売にかけられ、1億1,500万ドル（約125億円）で落札された。